# Platybelodon
 Platybelodon  (auch Schaufelzähner) ist eine ausgestorbene Gattung der Rüsseltiere, deren fossile Reste aus dem mittleren und späten Miozän (15 bis 10 mya) stammen. 
Wie Gomphotherium und andere Gomphotheriden verfügte Platybelodon über vier Stoßzähne. Im Oberkiefer waren diese stark reduziert und schräg nach vorn-unten gerichtet. Im langgestreckten Unterkiefer waren die zwei flachen Schneidezähne miteinander verwachsen und schaufelförmig verbreitert.
Platybelodon wurde bis zu 6 Meter lang und bis zu 2,8 Meter hoch. Das in Herden lebende Tier wurde bis zu 4,5 Tonnen schwer.
Es wird angenommen, dass Platybelodon in den sumpfigen Teilen der Graslandschaften zu Hause war und mit den schaufelartigen Zähnen unter Zuhilfenahme des Rüssels Sumpfpflanzen ausgrub. Platybelodon ist nahe verwandt mit Amebelodon.
In Europa wurde die Urform der Amebelodontinae (Schaufelelefanten) gefunden, Archaeobelodon, der vor 15 Millionen Jahren lebte. 2004 gelang es Paläontologen aus Augsburg, ein fast komplettes Skelett auszugraben. In Paris ist die weltweit einzige Skelettmontage von Archaeobelodon filholi zu sehen. Es steht im Muséum national d’histoire naturelle im Jardin des Plantes. 

## Weblinks

Rekonstruktionszeichnung eines Platybelodon auf einer ungarischen Briefmarke von 1990.

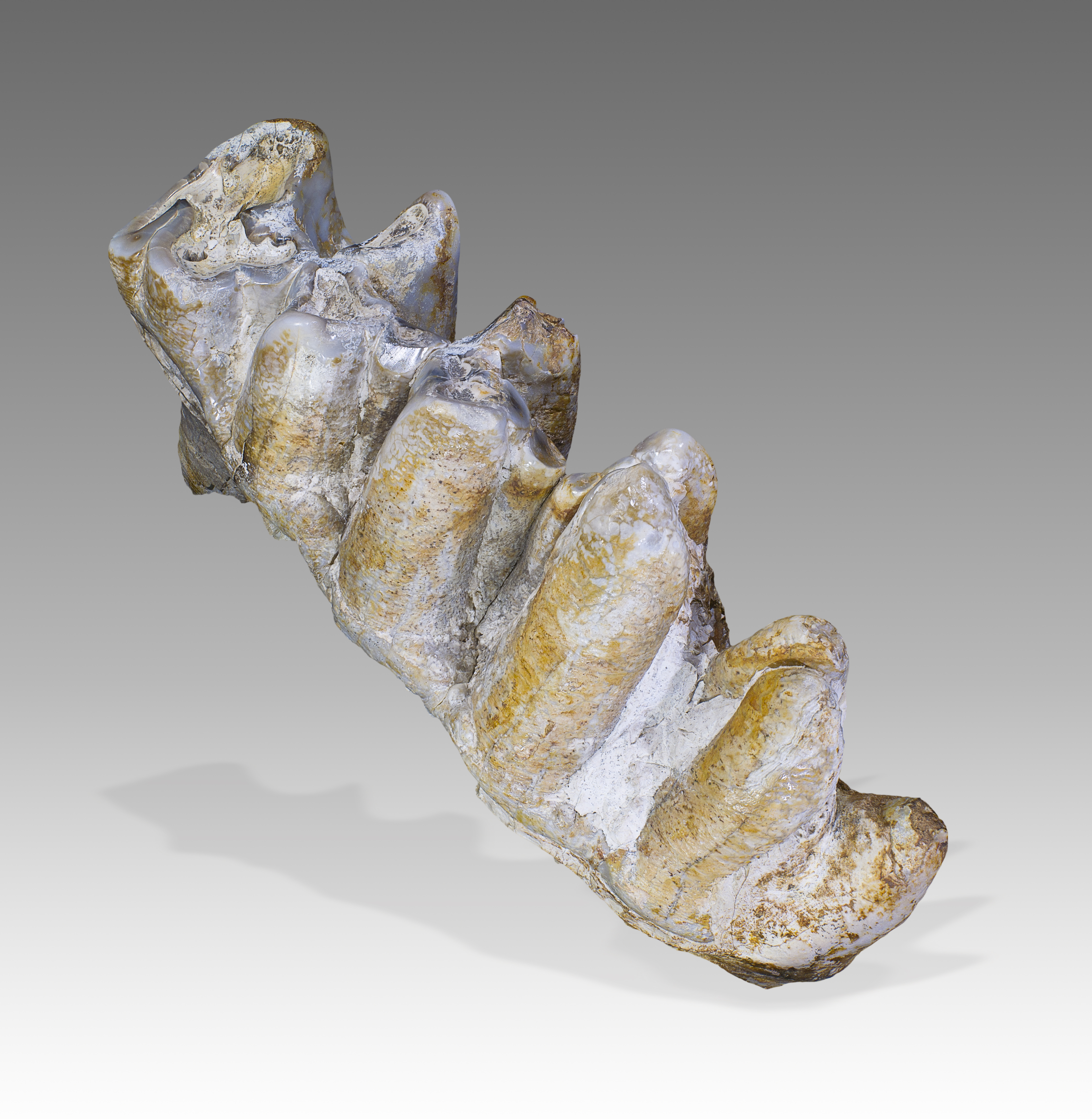
Backenzahn von Platybelodon

## Arten
- Platybelodon barnumbrowni
- Platybelodon dangheesis
- Platybelodon loomisi